# Cynisca leonina
Espèce
Synonymes
- Amphisbaena leonina Müller, 1885

Statut de conservation UICN

 VU B1ab(iii) : Vulnérable
Cynisca leonina est une espèce d'amphisbènes de la famille des Amphisbaenidae.

## Répartition
Cette espèce est endémique de Guinée. Elle se rencontre sur les îles de Loos.

## Description
Cette espèce de lézard est apode.

## Publication originale
- Müller, 1885 : Vierter Nachtrag zum Katalog der herpetologischen Sammlung des Basler Museums. Verhandlungen der Naturforschenden Gesellschaft in Basel, vol. 7, p. 668-717 (texte intégral).